# HD 3823
HD 3823，又名CP-60 46，SAO 232143、HR 176，是一颗恒星，视星等为5.89，位于銀經305.56，銀緯-57.61，其B1900.0坐标为赤經0h 35m 45.2s，赤緯-60° -57.61′ 58″。